# نصب يحوملك

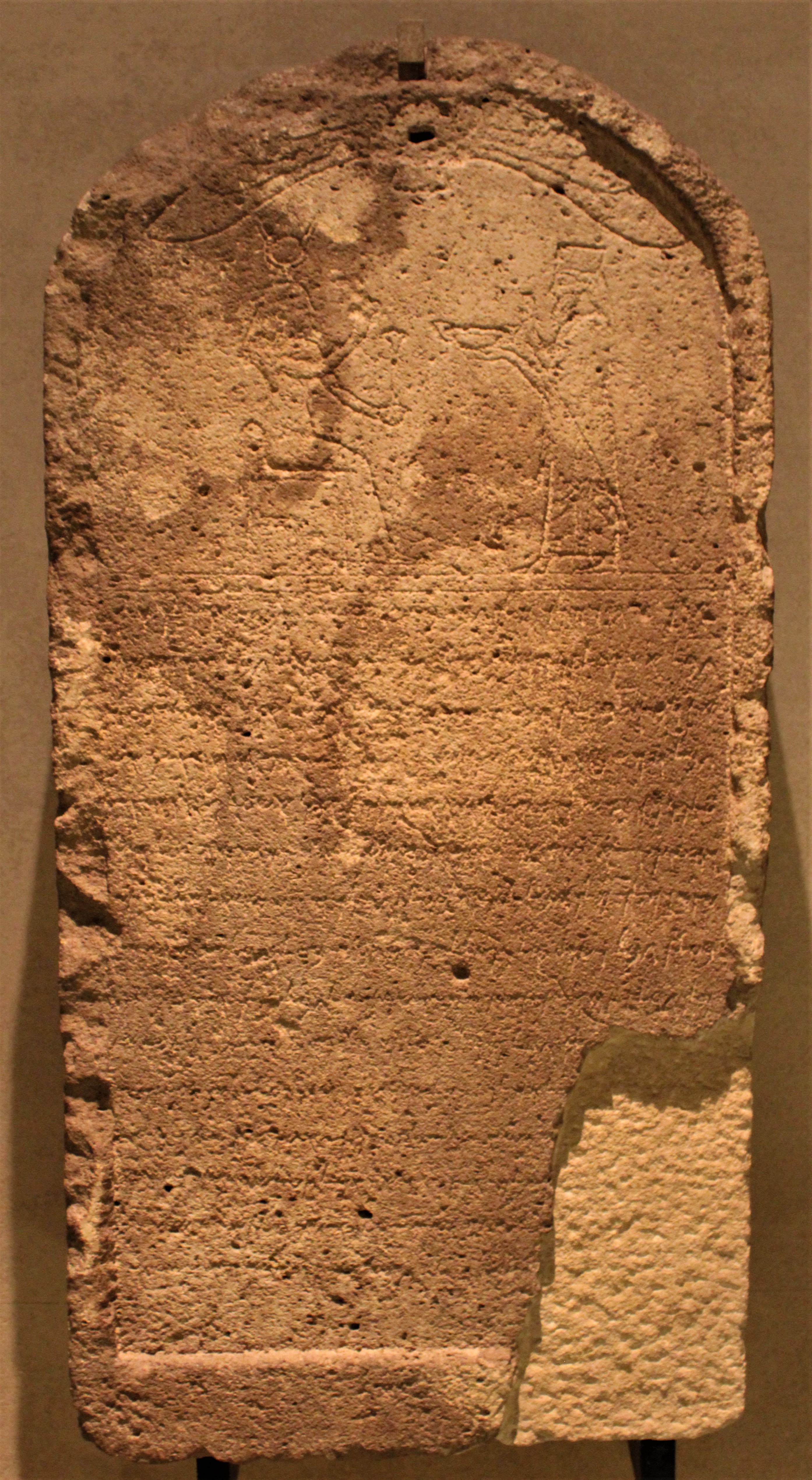
نصب يحوملك المدرج اليوم تحت رقم AO 22368 في متحف اللوفر.

نصب يحوملك ، أو نصب جبيل ، والمعروف أيضًا بالرمز KAI 10 و CIS I 1 ، هو نقش فينيقي من حوالي عام 450 قبل الميلاد عُثر عليه في جبيل في نهاية بعثة فينقيا Mission de Phénicie بقيادة إرنست رينان.  ، النقش للملك يحوملك (بالفينيقية𐤉𐤇𐤅𐤌𐤋𐤊  ) هو ملك جبيل، الذي كرس النصب التذكاري لإلهة حماية المدينة بعلة جبيل.
في أوائل ثلاثينيات القرن العشرين ، اُكتشفت الزاوية اليمنى السفلية من النصب من قبل موريس دوناند. . ونشر النقش لأول مرة بالكامل من قبل ملكيور، ماركيز فوجوي Melchior de Vogüé في عام 1875م. الجزء الرئيسي من النصب موجود في متحف اللوفر ، بينما الجزء الأيمن السفلي موجود في مخازن متحف بيروت الوطني  ولم يُعرض للعامة قط.

## نص النقش
النص المكتوب يُقرأ:
| سطر   | نقحرة                                                  | ترجمة                                                             |
| ----- | ------------------------------------------------------ | ----------------------------------------------------------------- |
| 2-1   | انك يحوملك ملك جبل بن يحربعل بن بن ارملك ملك / جبل     | أنا يحوملك ملك جبيل بن يحربعل حفيد ارملك ملك / جبيل               |
| 2     | اش فعلت هربت بعلت جبل مملكت عل جبل                     | الذي جعلت الربة بعلة جبيل على مملكة جبيل                          |
| 3-2   | وقرا انك / ات ربتي بعلت جبل وشمع [ها] قل               | وناديت أنا ربتي بعلة جبيل و سمعت هي النداء                        |
| 4-3   | وفعلت انك لربتي بعلت / جبل همزبح هحشت زن اش بحـ[صر]ه ز | وصنعت أنا لربتي بعلة / جبيل المذبح البرونزي هذا الذي بمعبدها هذا  |
| 5-4   | وهفتح حرص زن اش / عل فن فتحي ز                         | والنقش الذهبي هذا الذي أمام نقشي هذا                              |
| 5     | وهعفت حرص اش بتكت ابن اش عل فتح حرص زن                 | والطائر الذهبي الذي "بالعمود؟" الذي بجانب النقش الذهبي هذا        |
| 6     | وهعرفت زن وعمده وهر[ا]شم اش علهم ومسفنته               | والرواق هذا وأعمدته والتيجان التي عليها وسقفه.                    |
| 7-6   | فعل انك / يحوملك ملك جبل لربتي بعلت جبل                | صنعت أنا / يحوملك ملك جبيل لربتي بعلة جبيل                        |
| 8-7   | كم اش قرات ات ربتي / بعلت جبل وشمع قل وفعل لي معن      | عندما أدعو ربتي/ بعلة جبيل وتسمع قولي وتفعل لي معن.               |
| 9-8   | تبرك بعلت جبل ايت يحوملك / ملك جبل                     | لتبارك بعلة جبيل يحوملك / ملك جبيل                                |
| 9     | وتحوو وتارك يمو وشنتو عل جبل                           | وتحييه وتطيل أيامه و سنواته على جبيل.                             |
| 9     | ك ملك صدق ها                                           | لأن ملك صديق هو                                                   |
| 10-9  | وتتن [لو هربت بـ]ـعلت جبل حن لعن النم ولعن عم ارص ز    | وتمنح [له الربة بـ]ـعلة جبيل حُنوّ بعيون الآلهة وبعيون عم الأرض هذه |
| 11-10 | وحن عم ار-ص / ز [وحن لعن] كل مملكت                     | وحُنوّ لعم الأرض / هذه [وحُنوّ بعيون] كل المملكة                      |
| 12-11 | وكل ادم اش يسف لفعل ملاكت علت مز-بح / زن               | وكل أدمي يستمر في العمل على المذبح هذا                            |
| 12    | [وعلت فتـ]ـح حرص زن وعلت عرفت زا                       | [وعلى] النقش الذهبي وعلى هذا الرواق هذا                           |
| 13-12 | شم انك يحوملك ملك جبل [تشت اتـ]ـك علت ملاكت ها         | اسمي انا يحوملك ملك جبيل [أتضعه معك] ، على العمل هذا              |
| 14-13 | وام ابل تشت شم اتك وام تسر مـ[ـلا]كت زا                | إذا لم تضع اسمي معك أو إذا أزلت العمل هذا                         |
| 14    | [وتسـ]ـج ات [فتحي] ز دل يسدا علت مقم ز                 | ونقلت نقشي هذا وقاعدته من المقام هذا                              |
| 15-14 | وتجل / مسترو                                           | وأجليت / ستره                                                     |
| 15    | تسرحـ[ـو] هربت بـعلت جبل ايت هادم ها وزرعو             | لتفسد الربة بعلة جبيل الأدمي ذلك ونسله                            |
| 16    | ات فن كل الن جـ[ـبل]                                   | أمام كل آلهة جـ[ـبيل]                                             |

## الحواشي
1. ↑  كتب رينان عن النصب: "منذ البعثة، تم العثور على أثر مصري فينيقي مهم قريب جدًا من الخنادق التي حفرناها على تل جبيل. وهو عبارة عن نصب من الحجر الجيري الأبيض، ليس شديد الصلابة، بارتفاع 1.14 مترًا"، وعرض 56 سم، يشير إلى تقدمة قدمها ملك جبيل لبعلة جبيل، ممثلة بإيزيس، ومن المأمول أن ينشر النقش الفينيقي المكون من خمسة عشر سطرًا والمصاحب للنصب التذكاري في أقرب وقت ممكن.
إليكم ما يتفضل بيريتيه M. Péretié بكتابته لي عن هذا الاكتشاف: "لم أذهب إلى المكان ، خوفا من إثارة انتباه السلطة المحلية ، المزعج دائما في مثل هذه الحالات ، خاصة منذ اللوائح الأخيرة.؛ ولكن وفقًا لجميع التقارير التي وردت إليّ، والتي لدي سبب للاعتقاد بصحتها، عُثر على النصب الذي يحمل النقش على بعد حوالي 25 أو 30 مترًا من الزاوية الجنوبية الشرقية لقلعة جبيل. بالقرب من منزل يقع مقابل هذه الزاوية نفسها، والذي يجب أن يكون المبنى الذي ينتهي، جنوبًا، المكان المشار إليه في مخطط اللوحة التاسعة عشرة للبعثة الفينيقية، على أنه يعرض "بقايا المباني القديمة". وأثناء حفر الأرض أمام هذا المنزل لزراعة بعض الأشجار، اكتشف صاحب المنزل، وهو مسلم، ما يشبه الباب الذي يقع على عتبته الحجر المعني. كان منصوبًا بين أسدين، أو بالأحرى بين جسدين أماميين للأسدين؛ أحدهما مقطوع عموديًا على بعد 10 سم من البدة، والآخر كامل تقريبًا، باستثناء فراغ باتجاه الذيل، وكلاهما لهما على طول الظهر، من عند الرقبة، نوع من فراش الزهر البارز، المقصود منه دعم النصب. — هذان الأسدان لهما فاهان مفتوحان؛  ولهما طابع كبير وقوي، ويبدو أنهما منحوتان من نفس حجر النصب."[4]

## هوامش
1. 1 2 3 4 5 6 7 8 9  مُعرِّف مجموعات متحف اللوفر: 010120347. الوصول: 6 يوليو 2023.
2. ↑  مُعرِّف مجموعات متحف اللوفر: 010120347. الوصول: 27 أغسطس 2023.
3. 1 2  Charles Simon Clermont-Ganneau، La stèle de Byblos, EAO 1, 1-36, 83-84
4. ↑  Mission de Phénicie, page 855, "Additions et Corrections Page 176, ligne 4". نسخة محفوظة 2023-10-05 على موقع واي باك مشين.
5. ↑  The Yehawmilk Stele, c. 450 BCE نسخة محفوظة 2023-10-07 على موقع واي باك مشين.
6. ↑  Dunand, M. (1939). Fouilles de Byblos: Tome 1er 1926-1932. Ouvrage publié avec le concours de l'Académie des Inscriptions et Belles-Lettres (Fondation de Clerq). Bibliothéque archéologique et historique (بالفرنسية). Librarie Orientaliste Paul Geuthner. Archived from the original on 2023-10-04. Retrieved 2022-01-12. 1321. Fragment inférieur droit de la stèle de Yehawmilk (CIS. I, 1) livrant le début des six dernières lignes de l'inscription... Ce fragment s'engage exactement dans la lacune inférieure droite de la stèle. Malheureusement, il manque encore un éclat pour que celle-ci soit reconstituée dans son intégrité, car si les extrémités de la cassure du fragment retrouvé se raccordent à celles de la cassure de la stèle, la partie centrale reste déhiscente... Le fragment retrouvé ajoute une seizième ligne aux quinze que présente la stèle de la collection de Clercq, ligne arrêtée au tiers de la longueur de celles qui précèdent. Par le hasard de la cassure, aucune lettre n'a subsisté sur la stèle, ainsi que j'ai pu le constater lors d'une visite que le collectionneur parisien a bien voulu me permettre dans ses collections... Nous donnons ci-dessus une copie du texte et une transcription. Pour la traduction et le commentaire on se reportera à notre article du Bulletin du Musée de Beyrouth, II (1938).
7. ↑  Yehawmilk stele نسخة محفوظة 2024-08-22 على موقع واي باك مشين.
8. ↑  Tahan، Lina G. (1 فبراير 2017). "Trafficked Lebanese Antiquities: Can They Be Repatriated from European Museums?". Journal of Eastern Mediterranean Archaeology and Heritage Studies. The Pennsylvania State University Press. ج. 5 ع. 1: 27–35. DOI:10.5325/jeasmedarcherstu.5.1.0027. ISSN:2166-3548. JSTOR:10.5325/jeasmedarcherstu.5.1.0027. S2CID:164865577.
9. ↑  Donner، Herbert؛ Rölig، Wolfgang (2002). Kanaanäische und aramäische Inschriften (ط. 5). Wiesbaden: Harrassowitz. ص. I, 2.
10. ↑  Krahmalkov، Charles R. (2000). Phoenician-Punic Dictionary. Leuven: Peeters / Departement Oosterse Studies. ISBN:90-429-0770-3.
11. ↑  (المعن) كل مَا انتفعت بِهِ قَلِيلا كَانَ أَو كثيرا...  ص878 - كتاب المعجم الوسيط - باب الميم
12. ↑  الحُنُوّ الوالديّ: الحُبُّ الأبويّ. ص575 - كتاب معجم اللغة العربية المعاصرة - ح ن و .
13. 1 2  العَمُّ : الجماعة الكثيرة من الناس... ص211 - كتاب معجم متن اللغة - ع -